# Вергль
Вергль (нім. Wörgl) — місто округу Куфштайн у землі Тіроль, Австрія.
Вергль лежить на висоті 511 м над рівнем моря і займає площу 19,68 км². В межах міста проживає 13 311  мешканців (1 січня 2016). З прилеглими територіями біля 31 000 мешканців. 
Густота населення 645/км². 
Вергль важлива залізнична станція на лінії між Інсбруком та Мюнхеном, а також на внутрішній австрійській залізниці до Зальцбурга. 
|                                 |
| Вергль на мапі округу та землі. |

 Адреса управління громади: Bahnhofstraße 15, 6300 Wörgl.

## Фінансовий експеримент

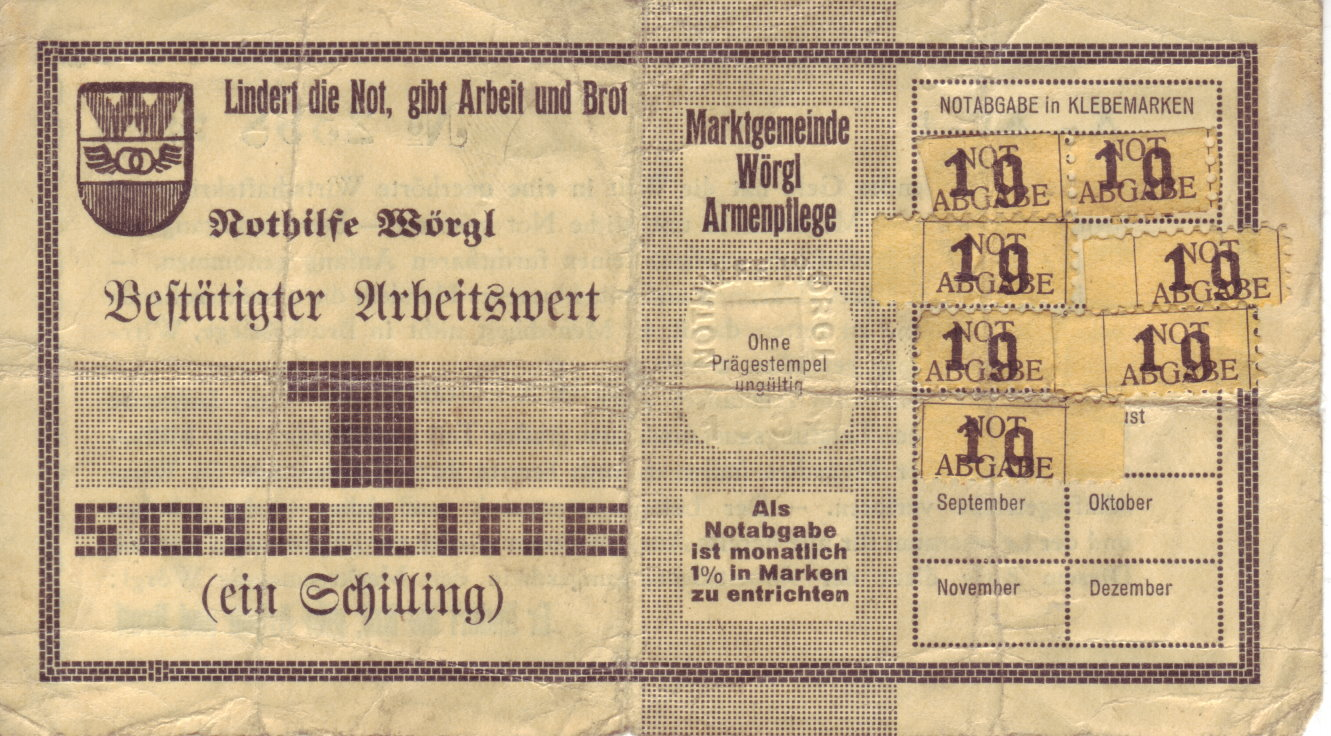
Місцева банкнота вартістю 1 шилінг

У роки Великої депресії у Верглі було проведеного експеримент, який називали вергльським дивом. Він почався 31 липня 1932 року, коли було випущено місцеві сертифіковані банкноти оплати. Бургомістр Міхаель Унтергуггенбергер спробував втілити в життя економічну теорію  Сильвіо Гезеля. 
Як наслідок у місті зросла зайнятість, а місцева влада змогла завершити будівництво нових будинків, трампліна, моста, попри депресію, що лютувала в решті країни. Незважаючи на великий інтерес до експерименту, Австрійський Національний Банк припинив його 1 вересня 1933 року. 

## Демографія
Історична динаміка населення міста за даними сайту Statistik Austria

## Відомі особи
- Стефан Горнґахер - стрибун з трампліна
- Герхард Бергер - пілот Формули 1.

## Виноски
1. ↑  www.woergl.at
2. ↑  Архівована копія (PDF). Архів оригіналу (PDF) за 14 серпня 2008. Процитовано 13 липня 2013.{{cite web}}:  Обслуговування CS1: Сторінки з текстом «archived copy» як значення параметру title (посилання)
3. ↑  David Boyle, The Money Changers - Currency Reform from Aristotle to e-cash, Earthscan, 2002, ISBN 1-85383-895-0, p.237.
4. ↑  Eric Helleiner, The Making of National Money - Territorial Currencies in Historical Perspective, Cornell University Press, 2003, ISBN 0-8014-4049-1, p.158-9.
5. ↑  Gemeindedaten von Wörgl

| Австрія | Це незавершена стаття з географії Австрії. Ви можете допомогти проєкту, виправивши або дописавши її. |